# Новачек, Карел
Ка́рел Нова́чек (англ. Karel Nováček; р. 30 марта 1965, Простеёв) — чешский профессиональный теннисист, победитель 19 турниров Гран-при и АТР-тура в одиночном и парном разряде.

## Спортивная карьера
Уже в четыре года Карел Новачек, единственный ребёнок в семье, начал заниматься спортом. Его первым выбором стал хоккей (его отец, тоже Карел, был хоккейным игроком, а затем тренером), но уже в шесть лет Карел открыл для себя теннис.
Свои первые матчи в профессиональных турнирах Карел провёл в 1984 году и уже в мае вышел в третий круг Открытого чемпионата Франции. На следующий год он дошёл до полуфинала турнира Гран-при в Мадриде и до финала «челленджера» в Порту-Алегри (Бразилия). В марте 1986 года в Вене с Рихардом Фогелем он выиграл свой первый «челленджер» в парном разряде. В одиночном разряде он дошёл до финала в Вене и сразу после этого до полуфинала турнира Гран-при в Кёльне, победив по ходу 29-ю ракетку мира Петера Лундгрена. После этого он впервые попал в число ста лучших теннисистов мира согласно рейтингу АТР. В октябре он выиграл турнир Гран-при в Вашингтоне, победив пять соперников из Top-50 мирового тенниса, включая десятую ракетку мира Андреса Гомеса, и сам вошёл в число 50 сильнейших в мире.
В 1987 году Новачек был впервые включён в состав сборной Чехословакии в Кубке Дэвиса. Хотя в этом сезоне он не одерживал побед в турнирах, выход в четвертьфинал Открытого чемпионата Франции и в финал турнира в Палермо позволили ему остаться в первой сотне рейтинга. На следующий год он уже не сумел удержаться в Top-100, так как ни разу не дошёл даже до финала в турнирах Гран-при. Напротив, в парном разряде он вышел в свой первый финал турнира Гран-при в Афинах,а  также в полуфиналы в Мюнхене и Вене, войдя к концу сезона в первую сотню среди игроков, выступающих в паре.
В 1989 году Новачек вернулся в сотню сильнейших в одиночном разряде, выиграв в финале Открытого чемпионата Нидерландов у 16-й ракетки мира Эмилио Санчеса, а через год победа в Мюнхене, где он по ходу переиграл Аарона Крикстейна — на тот момент шестого в мире, — позволила ему вернуться и в Top-50. В мае он снова взял верх над Крикстейном, теперь на Открытом чемпионате Франции, но после этого уступил игроку из второй сотни Тьери Шампьону. Схожая ситуация сложилась на турнире в Кицбюэле, где Новачек победил третью ракетку мира Бориса Беккера, а потом в финале проиграл сопернику из второй сотни.
Настоящую стабильность игра Новачека обрела в 1991 году. За год он выиграл четыре турнира АТР-тура в одиночном разряде, включая относящийся к высшей категории Открытый чемпионат Германии, где, в частности, взял верх над шестой ракеткой мира Питом Сампрасом. Позже в Гштаде он обыграл Михаэля Штиха, занимавшего в рейтинге четвёртую строчку, а во второй половине лета дважды подряд побеждал в финалах десятого в мировой классификации Магнуса Густафссона (всего за год они трижды играли в финалах, и все три раза выиграл Новачек). После Открытого чемпионата США Новачек вошёл в десятку сильнейших теннисистов мира и обеспечил себе участие в чемпионате мира по версии АТР в конце года. Там, однако, он проиграл все три встречи на групповом этапе и в плей-офф не попал. В парах за этот год он трижды доходил до полуфиналов, а на исходе сезона в Берлине завоевал свой первый титул АТР с Петром Кордой, закончив год в сотне сильнейших.
В 1992 году успешные выступления Новачека продолжались. Весной он дошёл со сборной до финала командного Кубка мира, а за лето выиграл три турнира в одиночном разряде и один в паре. Ещё трижды он играл в финалах парных турниров, в том числе с Кордой на турнире высшей категории в Монте-Карло. За год ему трижды (в Барселоне, Монте-Карло и Базеле) удавалось обыгрывать пары, входящие в мировую элиту. Однако сам он выбыл из первой десятки рейтинга в одиночном разряде и так и не добрался до неё в парном.
В 1993 году Новачек добился самого большого успеха в карьере в парном разряде, дойдя с Мартином Даммом до финала Открытого чемпионата США. Вместе они выиграли также турнир в Сарагосе. В одиночном разряде Новачек победил в двух турнирах (в том числе также в Сарагосе), ещё трижды играл в финалах и дошёл до четвертьфинала Открытого чемпионата франции, закончив сезон в числе 20 лучших теннисистов мира. В парах он достиг высшего в карьере места в рейтинге в начале следующего сезона, когда дошёл с Даммом до полуфинала Открытого чемпионата Австралии. Ближе к концу этого года он выиграл три рядовых турнира АТР в парном разряде — один с Даммом и два с Матсом Виландером, — а на Открытом чемпионате США на этот раз дошёл до четвертьфинала. В одиночном разряде, выиграв один турнир и дойдя до полуфинала Открытого чемпионата США (после победы на Андреем Медведевым, восьмым в мире на тот момент), он ещё на год сохранил за собой место в Top-50.
С 1995 года карьера Новачека пошла на спад. Хотя ему ещё удавались отдельные победы над соперниками из мировой элиты, в одиночном разряде его лучшим результатом стал выход в 4-й круг Открытого чемпионата Австралии, а в парах он ограничился в этом году одним финалом в Милане.  Также в один финал в парном разряде, в Дубае, он вышел и на следующий год, а в одиночном почти совсем перестал выигрывать, одержав за год только 3 победы при 9 поражениях. После Открытого чемпионата США он завершил игровую карьеру. Возможно, что это решение было принято в том числе и под влиянием разразившегося несколько ранее допингового скандала: в 1995 году в анализах Новачека и Виландера на Открытом чемпионате Франции были обнаружены следы кокаина, и решением суда они были досквалифицированы на три месяца и приговорены к возвращению всех выигранных с 1995 года призов.

## Участие в финалах турниров Большого шлема за карьеру (1)

### Мужской парный разряд (1)
Поражение (1)
| Год  | Турнир                 | Покрытие | Партнёр     | Соперники в финале | Счёт в финале |
| ---- | ---------------------- | -------- | ----------- | ------------------ | ------------- |
| 1993 | Открытый чемпионат США | Хард     | Мартин Дамм | Рик Лич Кен Флэк   | 7-6, 4-6, 2-6 |

## Титулы Гран-при и АТР за карьеру (19)

### Одиночный разряд (13)
| №   | Дата        | Турнир                                        | Покрытие | Соперник в финале  | Счёт в финале           |
| --- | ----------- | --------------------------------------------- | -------- | ------------------ | ----------------------- |
| 1.  | 28 июл 1986 | Sovran Bank Classic, Вашингтон, США           | Грунт    | Тьерри Тулан       | 6-1, 7-64               |
| 2.  | 24 июл 1989 | Открытый чемпионат Нидерландов, Хилверсюм     | Грунт    | Эмилио Санчес      | 6-2, 6-4                |
| 3.  | 30 апр 1990 | BMW Open, Мюнхен, Германия                    | Грунт    | Томас Мустер       | 6-4, 6-2                |
| 4.  | 7 янв 1991  | Benson and Hedges, Окленд, Новая Зеландия     | Хард     | Жан-Филипп Флёриан | 7-65, 7-64              |
| 5.  | 6 мая 1991  | Открытый чемпионат Германии, Гамбург          | Грунт    | Магнус Густафссон  | 6-3, 6-3, 5-7, 0-6, 6-1 |
| 6.  | 29 июл 1991 | Открытый чемпионат Австрии, Кицбюэль          | Грунт    | Магнус Густафссон  | 7-62, 7-64, 6-2         |
| 7.  | 5 авг 1991  | Открытый чемпионат Чехии, Прага               | Грунт    | Магнус Густафссон  | 7-65, 6-2               |
| 8.  | 20 июл 1992 | Открытый чемпионат Нидерландов, Хилверсюм (2) | Грунт    | Хорди Арресе       | 6-2, 6-3, 2-6, 7-5      |
| 9.  | 27 июл 1992 | Открытый чемпионат Сан-Марино                 | Грунт    | Франсиско Клавет   | 7-5, 6-2                |
| 10. | 10 авг 1992 | Открытый чемпионат Чехии (2)                  | Грунт    | Франко Давин       | 6-1, 6-1                |
| 11. | 1 фев 1993  | Теннисный чемпионат Дубая, ОАЭ                | Хард     | Фабрис Санторо     | 6-4, 7-5                |
| 12. | 8 мар 1993  | Сарагоса, Испания                             | Грунт    | Юнас Свенссон      | 3-6, 6-2, 6-1           |
| 13. | 25 июл 1994 | Открытый чемпионат Нидерландов, Хилверсюм (2) | Грунт    | Ричард Фромберг    | 7-5, 6-4, 7-67          |

### Парный разряд (6)
| №  | Дата        | Турнир                          | Покрытие | Партнёр             | Соперники в финале             | Счёт в финале |
| -- | ----------- | ------------------------------- | -------- | ------------------- | ------------------------------ | ------------- |
| 1. | 7 окт 1991  | Берлин, Германия                | Ковёр    | Петр Корда          | Даниэль Вацек Ян Симеринк      | 3-6, 7-5, 7-5 |
| 2. | 10 авг 1992 | Открытый чемпионат Чехии, Прага | Грунт    | Станислав Бранкович | Джон Айленд Юнас Бьоркман      | 7-5, 6-1      |
| 3. | 8 мар 1993  | Сарагоса, Испания               | Грунт    | Мартин Дамм         | Майк Бауэр Давид Рикл          | 2-6, 6-4, 7-5 |
| 4. | 1 авг 1994  | Открытый чемпионат Чехии (2)    | Грунт    | Матс Виландер       | Павел Визнер Томаш Крупа       | без игры      |
| 5. | 10 окт 1994 | Острава, Чехия                  | Ковёр    | Мартин Дамм         | Гэри Мюллер Пит Норвал         | 6-4, 1-6, 6-3 |
| 6. | 24 окт 1994 | Santiago Hellman's Cup, Чили    | Грунт    | Матс Виландер       | Томас Карбонель Франсиско Ройг | 4-6, 7-6, 7-6 |

## Участие в финалах командных турниров за карьеру (1)
Поражение (1)
| Год  | Турнир                  | Команда                           | Соперник в финале             | Счёт |
| 1992 | Кубок мира, Дюссельдорф | Чехословакия П. Корда, К. Новачек | Испания С. Бругера, Э. Санчес | 0-2  |